# Metzgerinsel
Die Metzgerinsel ist die einzige Insel im Wolfgangsee im Land Salzburg in Österreich. Die winzige Felseninsel gehört zur Gemeinde Sankt Gilgen, speziell zur Katastralgemeinde Winkl und liegt nur rund 20 Meter vom felsigen und steilen nördlichen Ostufer nahe der Falkensteinwand entfernt. Der dortige Bildstock ist denkmalgeschützt.
Der Name Metzgerinsel ist wenig gebräuchlich. Weitaus bekannter ist der Name Ochsenkreuz für den auf der Insel befindlichen Bildstock, ursprünglich ein Kreuz. Im Gegensatz zu Ochsenkreuz ist Metzgerinsel auch kein amtlicher Name nach dem Salzburger Geographischen Informationssystem, ebenso wie der gelegentlich gebrauchte Name Ochseninsel.
Nach einer Sage trieb einst ein Metzger einen Ochsen am westlichen Ufer des Sees zur Schlachtbank. Da scheute das Tier und sprang in den See. Der Metzger wollte das Tier nicht verlieren und hielt sich an seinem Schwanz fest und wurde so in das Wasser mitgerissen. Der Ochse schwamm eine Stunde lang Richtung Osten, mit dem Metzger im Schlepptau, der als Nichtschwimmer Todesängste ausstand. Das Tier zog den Mann schließlich auf die kleine Insel, die seither Metzgerinsel heißt. In seiner Todesangst hatte der Mann gelobt, so viel Wachs zu opfern, wie der Ochse wog. Wundersamerweise wog aber das Tier nur vier Pfund.
Zum Dank für die Errettung wurde 1667 das Ochsenkreuz errichtet und seither immer wieder erneuert, wenn es baufällig geworden war. In seiner gegenwärtigen Form ist es eigentlich ein gemauerter Bildstock, mit einem Wandgemälde der Szene, als der Ochse den Metzger auf die kleine Insel zieht.
Knapp 400 Meter weiter südöstlich steht ein paar Meter über der Uferlinie des steilen Seeufers das Hochzeitskreuz.